# Abbécourt
Abbécourt é uma comuna francesa na região administrativa de Altos da França, no departamento de Aisne.

## Geografia
O território do comuna é, em grande parte, delimitado por rios. A oeste, é delimitado pelo riacho Vigny, ao sul, pelo riacho e pelo rio Oise. Um canal corre lateralmente ao rio Oise, através da comuna.
Abbécourt esta situada na bacia parisiense. A maior parte subsolo da comuna data do Cretáceo Superior, durante o qual a bacia encontrava-se debaixo d'água.

## Demografia
Em 2006, Abbécourt apresentava uma população de 474 habitantes, distribuídos por 217 lares.
| 1962 | 1968 | 1975 | 1982 | 1990 | 1999 | 2006 | - | - |
| --- | ---- | ---- | ---- | ---- | ---- | ---- | - | - |
| 570 | 524  | 468  | 471  | 467  | 447  | 474  | - | - |
| Para os censos de 1962 a 2006 a população legal corresponde à popolução sem duplicidades, segundo define o INSEE. |      |      |      |      |      |      |   |   |